# Come Play
Pour plus de détails, voir Fiche technique et Distribution.
Come Play ou Viens jouer au Québec est un film d'horreur américain écrit et réalisé par Jacob Chase, sorti en 2020. Il s'agit de l'adaptation de son court métrage Larry (2017).

## Synopsis
Oliver est autiste. Il aime être tranquille devant son téléphone portable et sa tablette. Une nuit, il tombe sur une application ayant pour titre Monstres incompris, dont il fait tourner quelques pages, et y découvre le personnage appelé Larry qui a besoin d'un ami. Ce monstre est réel. Il est dans sa chambre… et ses parents vont tout faire pour sauver leur fils.

## Fiche technique
Sauf indication contraire, les informations mentionnées dans cette section peuvent être confirmées par la base de données cinématographiques IMDb,  présente dans la section « Liens externes ».
- Titre original et français : Come Play
- Titre québécois : Viens jouer
- Titre de travail : Larry
- Réalisation et scénario : Jacob Chase, d'après son court métrage
- Musique : Roque Baños
- Décors : David J. Bomba
- Costumes : Marcia Scott
- Photographie : Maxime Alexandre
- Montage : Gregory Plotkin
- Production : Alex Heineman et Andrew Rona
- Production déléguée : Alan C. Blomquist et Jeb Brody
- Sociétés de production : Amblin Partners, Reliance Entertainment et The Picture Company
- Société de distribution : Focus Features (États-Unis)
- Budget : 9 millions de dollars[2]
- Pays de production :  États-Unis
- Langue originale : anglais
- Format : couleur
- Genres : horreur ; drame, thriller
- Durée : 96 minutes
- Dates de sortie :
  - Suède : 28 octobre 2020 (avant-première mondiale)
  - États-Unis : 30 octobre 2020
  - France : 24 août 2021 (DVD)

## Distribution
- Gillian Jacobs (VF : Marie Chevalot) : Sarah
- John Gallagher Jr. (VF : Damien Ferrette) : Marty
- Azhy Robertson (VF : Cécile Gatto) : Oliver
- Winslow Fegley : Byron
- Jayden Marine (VF : Estelle Darazi) : Mateo
- Gavin MacIver-Wright : Zach
- Dalmar Abuzeid (VF : Diouc Koma) : M. Calarco, le professeur
- Eboni Booth : Dr Robyn
- Rachel Wilson : Jennifer, la mère de Byron
- Alana-Ashley Marques (VF : Charlotte Hennequin) : Aide
- Alex Spencer : le policier
- Ishan Morris (en) (VF : Yves Buchin) : le père de Mateo

 Source et légende : version française (VF) sur RS Doublage

## Production
En octobre 2018, on annonce que Jacob Chase adapterait son propre court métrage Larry, en tant que scénariste et réalisateur.
En septembre 2018, Gillian Jacobs et Azhy Robertson sont engagés à la distribution. En novembre, John Gallagher Jr. les rejoint.

## Accueil

### Sorties
Come Play sort le 30 octobre 2020, aux États-Unis. Sa sortie nationale était prévue le 24 juillet 2020, et a dû la repousser en raison de la pandémie de Covid-19.
En France, il sort le 24 août 2021 en DVD et vidéo à la demande.